# Final da Copa do Mundo de Ginástica Artística de 2004
A 12ª Final da Copa do Mundo de Ginástica Artística foi realizada na cidade de Birminghan, na Inglaterra, em 2004, e contou com as provas individuais por aparelhos femininos e masculinos, em um total de dez disputadas, a exemplo de como acontece desde 1998.

## Medalhistas
| Evento              | Ouro                  | Prata                 | Bronze               |
| ------------------- | --------------------- | --------------------- | -------------------- |
| Masculino           |                       |                       |                      |
| Solo                | BRA Diego Hypolito    | JPN Isao Yoneda       | HUN Robert Gal       |
| Cavalo com alças    | CHN Xiao Qin          | ROU Marius Urzica     | ROU Ioan Suciu       |
| Argolas             | NED Yuri van Gelder   | JPN Hiroyuki Tomita   | ITA Matteo Morandi   |
| Salto sobre a mesa  | CHN Lu Bin            | LAT Evgeni Sapronenko | BUL Filip Yanev      |
| Barras paralelas    | SLO Mitja Petkovšek   | CHN Huang Xu          | ROU Marius Urzica    |
| Barra fixa          | UKR Valeri Goncharov  | JPN Isao Yoneda       | GRE Vlasios Maras    |
| Feminino            |                       |                       |                      |
| Salto sobre a mesa  | USA Alicia Sacramone  | ROU Monica Rosu       | RUS Anna Pavlova     |
| Barras assimétricas | USA Chellsie Memmel   | GBR Elizabeth Tweddle | CHN Li Ya            |
| Trave               | ROU Catalina Ponor    | CHN Li Ya             | ROU Alexandra Eremia |
| Solo                | BRA Daiane dos Santos | ROU Catalina Ponor    | CHN Cheng Fei        |

## Quadro de medalhas
| Ordem | País           | Medalha de ouro | Medalha de prata | Medalha de bronze | Total |
| ----- | -------------- | --------------- | ---------------- | ----------------- | ----- |
| 1     | China          | 2               | 2                | 2                 | 6     |
| 2     | Brasil         | 2               |                  |                   | 2     |
| 2     | Estados Unidos | 2               |                  |                   | 2     |
| 4     | Roménia        | 1               | 3                | 3                 | 7     |
| 5     | Eslovénia      | 1               |                  |                   | 1     |
| 5     | Ucrânia        | 1               |                  |                   | 1     |
| 5     | Países Baixos  | 1               |                  |                   | 1     |
| 8     | Japão          |                 | 3                |                   | 3     |
| 9     | Letónia        |                 | 1                |                   | 1     |
| 9     | Grã-Bretanha   |                 | 1                |                   | 1     |
| 11    | Hungria        |                 |                  | 1                 | 1     |
| 11    | Itália         |                 |                  | 1                 | 1     |
| 11    | Bulgária       |                 |                  | 1                 | 1     |
| 11    | Grécia         |                 |                  | 1                 | 1     |
| 11    | Rússia         |                 |                  | 1                 | 1     |
| TOTAL | TOTAL          | 10              | 10               | 10                | 30    |